# Бурятская митрополия
Буря́тская митропо́лия (бур. Буряадай митрополи) — митрополия Русской православной церкви, образованная в пределах Бурятии. Объединяет Северобайкальскую и Улан-Удэнскую епархии.

## История
Митрополия образована решением Священного синода Русской православной церкви от 5 мая 2015 года. Главой митрополии был назначен правящий архиерей Улан-Удэнской и Бурятской епархии архиепископ Савватий (Антонов).

### Митрополиты
- Савватий (Антонов) (5 мая 2015 —— 25 августа 2020)
- Иосиф (Балабанов) (c 25 августа 2020)

## Состав митрополии

### Северобайкальская епархия
Территория: городской округ Северобайкальск; Северобайкальский, Муйский, Баунтовский, Баргузинский, Курумканский, Еравнинский, Кижингинский, Хоринский районы.
Правящий архиерей: епископ Северобайкальский и Сосново-Озёрский Николай (Кривенко).

### Улан-Удэнская епархия
Территория: городской округ Улан-Удэ, Бичурский, Джидинский, Заиграевский, Закаменский, Иволгинский, Кабанский, Кяхтинский, Мухоршибирский, Окинский, Прибайкальский, Селенгинский, Тарбагатайский, Тункинский районы.
Правящий архиерей: митрополит Улан-Удэнский и Бурятский Иосиф (Балабанов).